# Slaveri i Romarriket

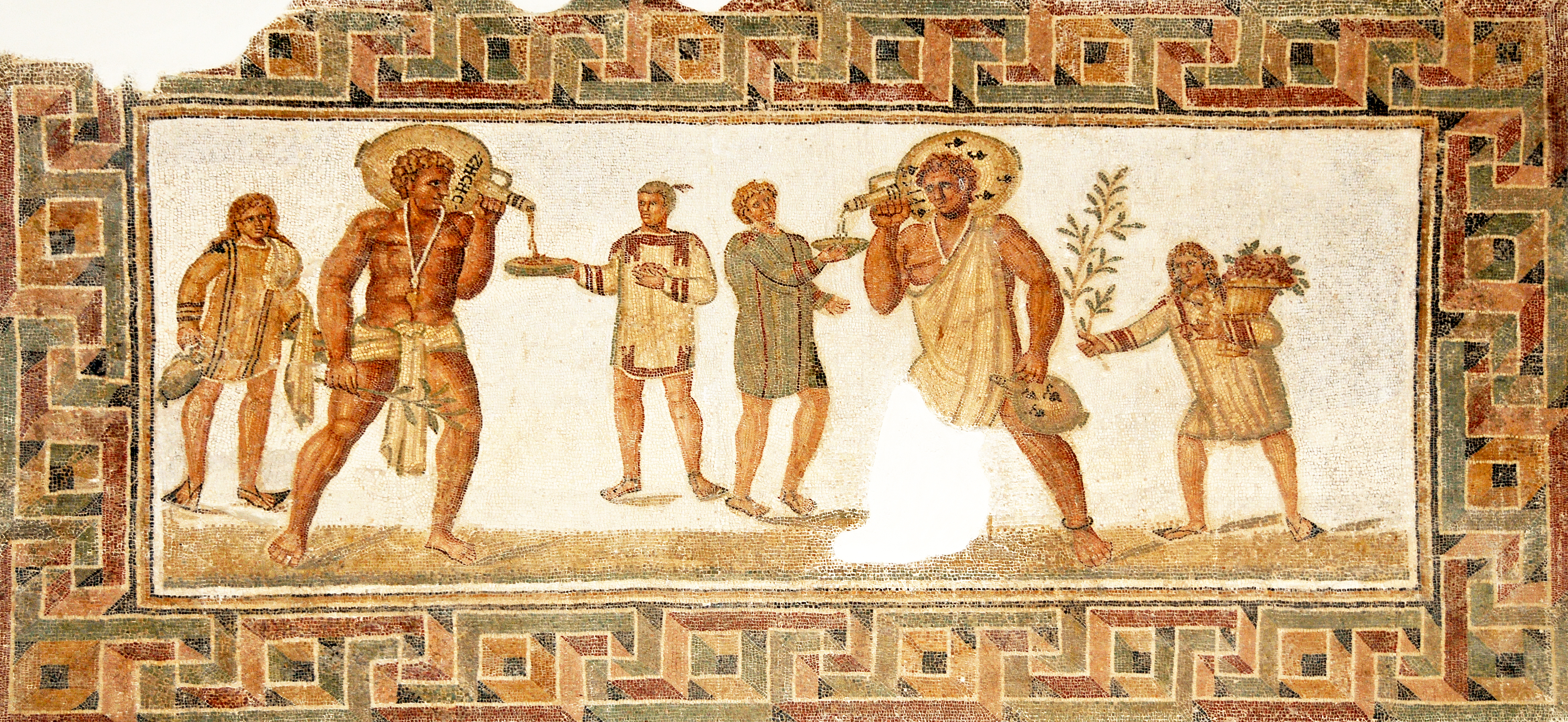
Romersk mosaik från Dougga, Tunisien (100/200-talet): två större slavar serverar vin, bärande amuletter mot onda ögat, den ena i högftkläde och den andra i exomis; den yngre slaven till vänster bör vatten och handdukar, och den till höger en bukett och en korg med blommor.

Slaveri var allmänt utbrett och accepterat i alla antika statsbildningar, även i de äldsta sumeriska stadsstaterna i Mesopotamien mellan floderna Eufrat och Tigris i nuvarande Irak. I det antika Grekland ökade antalet slavar kraftigt jämfört med tidigare, men det var först i den romerska republiken och (från och med 27 f.Kr. romerska kejsardömet) som slaveriet på allvar fick stor ekonomisk betydelse. Slaveriet var så utbrett att flertalet historiker anser att det romerska samhället blev helt beroende av slavarbetskraft för att fungera. Enbart i nuvarande Italien beräknas antalet slavar ha varit flera miljoner redan under senrepubliken runt år 100 f.Kr.
Slavarna sysselsattes med allt från hushållsarbete till att jobba i gruvor och på större jordegendomar, så kallade latifundier. Många arbetade även i den offentliga förvaltningen, som skatteindrivare, poliser, läkare och lärare. De stred även som gladiatorer. En person kunde bli slav av olika skäl; de kunde vara krigsfångar, skuldslavar (personer som försattes i slaveri på grund av ekonomiska problem) och straffångar.

## Slavhandeln
Mellan 7-8 procent av innevånarna i en genomsnittlig romersk stad uppskattades vara slavar.
Ett barn till två slavar föddes som slav, men det var i själva verket inte så vanligt att födas som slav. Det var så vanligt att slavar frigavs i romarriket att slavbefolkningen inte reproducerade sig själv, vilket innebar att nya slavar ständigt måste importeras till riket.
Mellan 300 000-400 000 slavar per annum uppskattas ha importeras till romarriket mellan åren 200 och 500.
Slavmarknader var något normalt som fanns i de flesta städer och inte i specifika orter. 
Viss orter var dock särskilt kända som centrum för slavhandeln, bland dem Bysans och Efesos.

### Krigsfångar
Den romerska republiken hämtade sina slavar från sina ständigt pågående krig. 
Under antiken betraktades krigsfångar - vilket inte enbart innebar soldater utan också civilbefolkningen i de städer och områden som erövrades - som legitima att ta som slavar, och slavbefolkningen i romarriket växte genom krigsfångar i takt med de ständigt pågående krigen och det expanderade rikets gränser. 
Denna källa till slavar upphörde dock mer eller mindre när romarriket upphörde att vara en republik och blev ett kejsardöme, eftersom romarriket vid samma tid, cirka år 0, hade enat hela Medelhavsområdet under Roms styre.

### Inre slavhandel
Fria personer kunde göras till slavar genom kidnappning av slavhandlare. Under romerska republikens tid plågade Medelhavet av sjörövare som iscensatte en slavhandel genom att kidnappa personer som de antingen frigav mot lösen eller sålde som slavar. Caesar lyckades slutligen krossa sjöröveriet i Medelhavet. 
En källa till slavar inom romarriket var utlagda spädbarn. En metod för barnbegränsning i antika samhällen var att föräldrar lade ut barn de inte ville eller kunde ta hand om i naturen för att dö. Det var vanligt att slavhandlare plockade upp dessa utlagda spädbarn och uppfostrade dem för att sedan sälja dem som slavar då de blivit gamla nog. Föräldrar hade också ursprungligen teoretiskt rätt att sälja sina omyndiga barn som slavar. 
Människor kunde sälja sig själva till slaveri för att betala sina skulder. 
Slaveri kunde utdömas som straff till kriminella.

### Slavimport
Under det romerska kejsardömet hämtades nya slavar främst från romarrikets yttre gränser. Under denna tidsperiod var varken religion eller hudfärg en faktor i vem som ansågs legitim att förslava, som det skulle bli senare: istället utgjorde romarrikets gränsområden i alla väderstreck en källa för slavar, och alla "barbarer" som tillfångatogs utanför rikets gränser betraktades som legitima att förslava. 
Under kejsardömets tid innebar det i praktiken främst tre zooner: den norra-nordöstra gränsen i Europa: den östra gränsen kring Svarta havet; och den södra gränsen mot Sahara. 

#### Nordöstra gränsområdet
Den kanske främsta källan för slavar var den oroliga gränsen längs romarriket och norra och östra Europa mot germanerna. Detta området gränsade i nordväst mot germanerna, i dess centrala del mot kelter och längst i öster mot traker. Det var ett befäst område där det ständigt pågick såväl handel som strider, attacker och militär expeditioner. Slavar togs i form av fångar och expeditioner mot de fientliga folken utanför romarrikets gräns. De folk som levde utanför romarrikets gräns i Europa torde ha varit en av romarrikets främsta, kanske den främsta, källan till slavar. 

#### Svarta havet
En av de äldsta och mest betydande källorna var slavhandeln på Svarta havet i öster, som hade spelat en stor roll även för slaveri i antikens Grekland. Det var en av de äldsta källorna för slavar till Medelhavsområdet.
Slavarna från Svarta havsområdet kom både från området norr och öster kring havet, men också så långt bort från som Asien. Sidenvägen gick från åtminstone 200 f.Kr. (då det första kinesiska sidenet är känt i Rom) från Kina till Tien Shan-bergen, Hami, Turfan, Almalik, Tashkent, Samarkand och Bukhara, varifrån en väg gick till Merv via Bagdad och därifrån till Damaskus, Antiokia, Trebizond, Aleppo; eller till Konstantinopel; eller över Kara Kum-öknen vid Kaspiska havet till Astrakhan och Kazan. Sidenvägen handlade med både textilier, ädelstenar och metaller, kosmetika och slavar. Slavhandeln längs sidenvägen kom därmed i kontakt med såväl slavhandeln i Bukhara som med slavhandeln på Svarta havet.
Strabo beskrev på romartiden under första århundradet slavhandeln i Dioskurias, då centralhamnen i Kaukasus, och den grekiska staden Tanais var ett stort centrum för den dåvarande slavhandeln, och prisade kvaliteten på slavarna därifrån.  
Det nämns att "pontinska" slavar, däribland skyter och paflagonier, som tillfångatagits som krigsfångar och sedan sålts till slavhandlare, eller tonåringar som såldes av sina egna föräldrar, exporterades till Medelhavsvärlden, bland annat antikens Aten.

#### Afrika
Det förekom även en slavhandel längs romarrikets södra gräns mot Afrika. Den transsahariska slavhandeln hade uråldriga rötter. Den antika
garamantiska karavanvägen mellan Tripolitanien vid Medelhavet och Lake Chad söder om Sahara transporterade cirkusdjur, cabochonstenar, guld, råmaterial för matprocessande och parfymtillverkning, och även slavar: den transsahariska slavhandeln var dock blygsam under antiken och  afrikanska slavar var få i romarriket, där de uppfattades som exotiska lyxvaror.

## Slavsystemets ekonomi
Orsakerna till att slavsystemet fick så stor ekonomisk betydelse går att spåra tillbaka till de puniska krigen mot Karthago på 200-talet och 100-talet f.Kr. Särskilt det andra puniska kriget 218-202 f.Kr. som i huvudsak utkämpades i nuvarande Italien ledde till stor förödelse av landsbygden. Otaliga byar och bondgårdar föröddes. Stora delar av landsbygdsbefolkningen strömmade in till städerna vilket ledde till en snabb urbanisering men även stora sociala missförhållanden. 
Många medlemmar i den romerska överklassen, nobiliteten, som bestod av den gamla aristokratin patricierna och mycket rika medlemmar bland plebejerna passade nu på att köpa upp stora markområden för underpriser. Urbaniseringen hade dock lett till brist på arbetskraft på landsbygden. Lösningen på detta problem blev att antalet slavar ökade mycket kraftigt. Romarnas ständiga erövringar försåg staten och överklassen med en aldrig sinande ström av krigsfångar, flertalet av dessa hamnade på latifundierna eller i gruvor. 
De väldiga ekonomiska klyftorna bland den infödda befolkningen bidrog också till att tillgången på slavar, trots den enorma efterfrågan, aldrig blev något problem för att systemet skulle fungera. Många fattiga romare tvingades skuldsätta sig och om man inte kunde betala tillbaka lånen blev följden slaveri. Det förekom också att desperata föräldrar som inte kunde mätta sina barn sålde dem. Straffångarna utgjordes av vanliga kriminella.
Det var inte ovanligt att förmögna romare höll sig med hundratals eller i vissa fall tusentals slavar. Att äga många slavar var en statussymbol som man gärna skröt med. Det var inte bara statsmakten och överklassen som skaffade sig slavar, även många i medelklassen skaffade sig en husslav.

## Slavarnas livsvillkor
Livsvillkoren för ofria människor har alltid skiftat genom historien. Alla slavar i Romerska riket hade emellertid en sak gemensamt; de var rättslösa gentemot sina ägare som kunde behandla dem hur de ville och sälja dem som vilken vara som helst.
Generellt anses husslavarna haft bäst villkor. I många fall fick de avancerade arbetsuppgifter och tilläts även att tjäna pengar på egen hand. En del gjorde även "karriär" som slavar, blev mycket rika och skaffade sig egna slavar. De var emellertid fortfarande sin ägares egendom och helt utlämnade till dennes godtycke. I de flesta fall tillät ägarna att de behöll pengarna och det var inte ovanligt att man så småningom kunde köpa sig fri. En frigiven slav blev inte med automatik romersk medborgare men efter ett antal år i frihet erhöll man i allmänhet romerskt medborgarskap utan inskränkningar. Barnen till frigivna slavar fick alltid fullvärdigt medborgarskap.
Minst utsatta för ägarens godtycke var de slavar som jobbade i den statliga förvaltningen. De hade ofta en materiell levnadsstandard som var mycket högre än vad många fria romare åtnjöt. Att så många ofria människor arbetade inom byråkratin berodde på att välutbildade och fria romare ansåg att det var under deras värdighet att lönearbeta för statsmakten. 
Livsvillkoren för slavarna som arbetade på godsen, gruvorna och var gladiatorer var mycket sämre. I regel behandlades de mycket illa och dödligheten var mycket hög, inte minst i gruvorna. Chansen att bli frigivna för dessa och slavgladiatorerna var oftast minimal. Det usla livet för slavarna på landsbygden gjorde att rymningsförsök var vanliga. Efterhand utbröt även flera slavuppror. Det mest kända är Tredje slavkriget år 73-71 f.Kr. som leddes av gladiatorn Spartacus. Slavarmén som efterhand växte till uppemot 100 000 man hade stora framgångar men blev till slut besegrad efter att den romerska staten satt in mycket stora truppstyrkor för att krossa upproret. Spartacus omkom och 6000 av de överlevande upprorsdeltagarna korsfästes.
Även sedan romerska republiken övergått till att bli ett kejsardöme fortsatte slaveriet. På 300-talet e.Kr. infördes en del lagar som förbjöd de hårdaste straffen för olydiga och/eller förrymda slavar. Det blev till exempel förbjudet för husbonden att medvetet döda en slav. Det var emellertid fortfarande tillåtet att på olika sätt misshandla slavar, prygelstraff var fortfarande tillåtet. Slaveriet upphörde inte att ha stor ekonomisk betydelse och någon debatt för att avskaffa det förekom inte. Inställningen att vissa människor var dömda till ofrihet och andra inte, var djupt rotad så att även slavarna själva i allmänhet inte ifrågasatte själva slaveriet som institution. Att kristendomen från och med slutet av 300-talet var statsreligion ändrade inte på detta. Colosseum i Rom blev byggt på cirka 8 år av slavarna.